# Juan Evaristo
Juan Evaristo (20. června 1902 – 8. května 1978) byl argentinský fotbalista, záložník. V letech 1923 – 1930 hrál za argentinskou reprezentaci. Spolu se svým mladším bratrem Mariem se stali prvními sourozenci, kteří se objevili ve finále Mistrovství světa ve fotbale.

## Klubová kariéra
Během amatérské éry argentinského fotbalu postupně prošel kluby Sportivo Palermo a Sportivo Barracas. V roce 1931 se po profesionalizaci připojil ke klubu Boca Juniors a pomohl jim vyhrát vůbec první profesionální titul v argentinském fotbale. V roce 1932 odešel z Bocy do klubu Atlético Independiente a později hrál za Argentinos Juniors, kde v roce 1937 ukončil fotbalovou kariéru.
On a jeho bratr Mario měli na starost mládežnické akademie Bocy více než 30 let.

## Reprezentační kariéra
Byl členem argentinského týmu, který získal stříbro na Olympijském fotbalovém turnaji 1928. Zúčastnil se vůbec prvního Mistrovství světa v roce 1930, kde Argentina opět skončila druhá za Uruguayí.
Evaristo také hrál ve dvou ročnících Mistrovství Jižní Ameriky (1927 a 1929), oba vyhrála Argentina.